# La Liberté (edificio)
La Liberté è un edificio situato nella città di Groninga.

## Descrizione
La costruzione è iniziata nel 2009 e finita all'inizio del 2011.
Il progetto dell'edificio è dell'architetto francese Dominique Perrault. L'edificio è costituito da due torri di forma quadrata, alte rispettivamente circa 35 e 72 metri. Un garage è stato collocato sotto l'intero edificio. Entrambe le torri sono state completate nel corso del 2011. Tra i pavimenti dell'ufficio e lo spazio abitativo c'è uno spazio "aperto" di circa cinque metri.